# 野田郷駅
野田郷駅（のだごうえき）は、鹿児島県出水市野田町下名にある、肥薩おれんじ鉄道線の駅である。駅番号はOR19。
NPO法人北薩倶楽部が管理する簡易委託駅である。近隣に鹿児島県立野田女子高等学校があるため、平日の朝夕は通学客で混雑する。また、生徒の通学輸送のため、平日のみ朝に当駅止まりの下り列車が1本設定されている（折返しは出水駅までの回送列車となる）このため平日の朝夕ラッシュ時のみ有人駅となる。

## 歴史

### 駅名の由来
開業時の地名（出水郡野田村）が由来だが、この地は古くから「野田郷」の地名で親しまれていたことと、既に大阪環状線に野田駅が設けられていたことから「野田郷駅」となった。
「野田郷」の「野田（ノダ）」は沼田と同じく沢や湿地、「郷（ゴウ）」は里を意味しており、「沢や湿地のある里」と言う意味である。「郷」は薩摩藩では外城制における行政区画名称ともなっており、野田の全域から「野田郷」という藩制上の行政区画が置かれていた。

### 年表
- 1923年（大正12年）3月25日：鉄道省川内線の駅として開設[2]。
- 1927年（昭和2年）10月17日：湯浦駅 - 水俣駅間開業、八代駅 - 川内駅 - 鹿児島駅間が鹿児島本線に編入される。
- 1949年（昭和24年）6月1日：公共企業体である日本国有鉄道が発足。
- 1959年（昭和34年）2月：現駅舎が竣工。
- 1970年（昭和45年）9月1日：CTC化に伴う駅業務委託化を実施[3]。野田郷駅長が廃止され、出水駅の被管理駅となる。
- 1986年（昭和61年）3月3日：業務委託終了により無人駅化[4]。
- 1987年（昭和62年）4月1日：国鉄分割民営化により、九州旅客鉄道に継承される[2]。旧野田町の請願に伴い再び有人駅（業務委託駅）に昇格。
- 2004年（平成16年）3月13日：九州新幹線開業に伴い、肥薩おれんじ鉄道に移管される[5]。
- 2014年（平成26年）5月16日：駅営業時間が平日朝夕のみに変更される。
- 2019年（令和元年）10月1日：駅ナンバリング導入に伴い駅名標を更新。英語表記を「Nodagou」から「Nodagō」に変更。
- 2023年（令和5年）3月25日：開業100周年[6][7]。
- 2024年（令和6年）9月24日：当駅に進入中の下り列車がポイント付近で脱線[8]。

## 駅構造

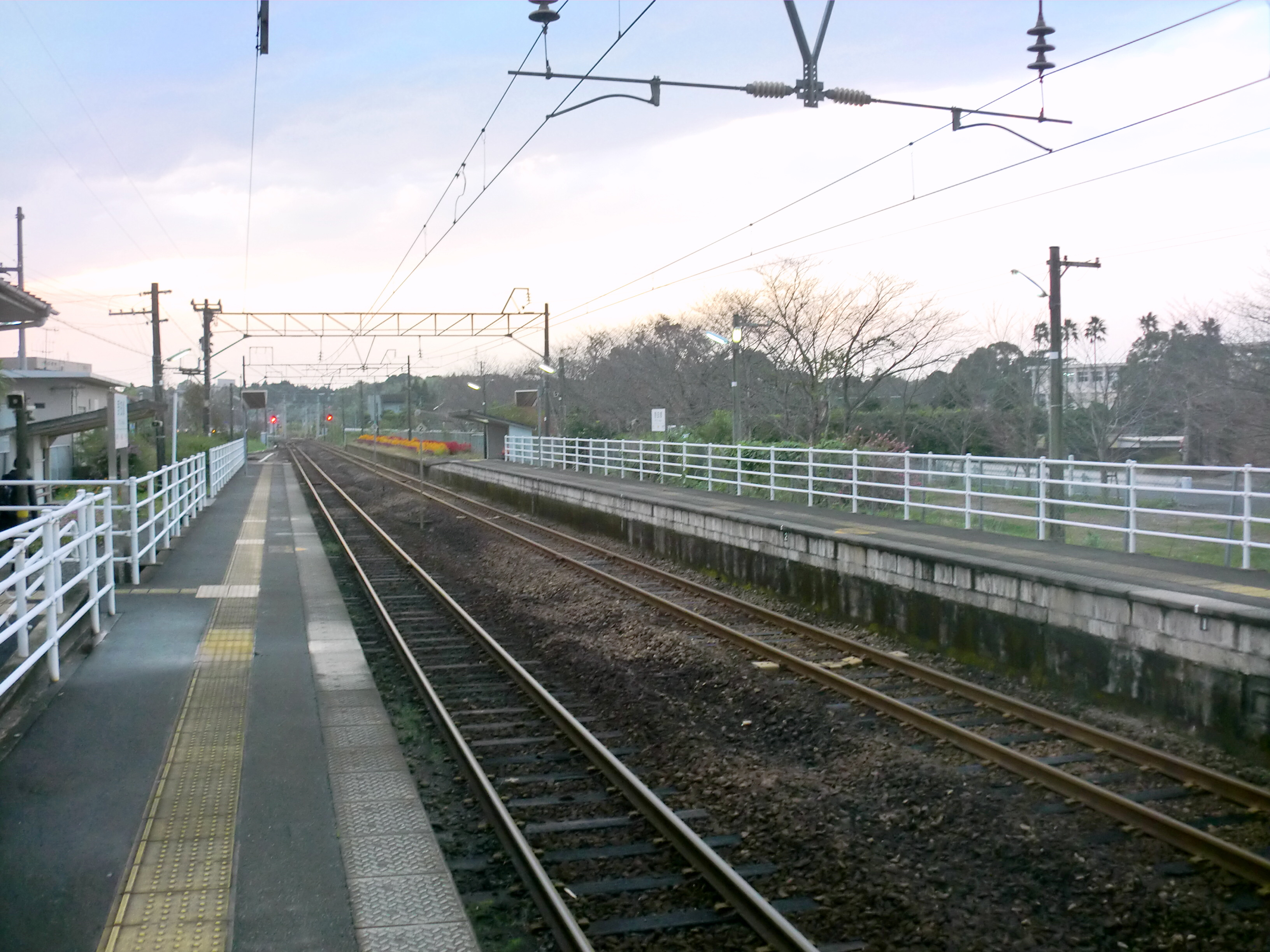
ホーム（2012年11月）

相対式ホーム2面2線を有する地上駅で、1959年に建てられた旧国鉄標準タイプの鉄筋コンクリート製駅舎に出札窓口、待合室を有する簡易委託駅である。
国鉄時代に無人駅化される前は大きな出札窓口と鉄道小荷物窓口を有していたが、1986年に無人駅化された際に板で封鎖された。その後再び有人駅に昇格したため現在の小さな出札窓口が設置された。
- 営業時間
  - 平日 7:00 - 9:00　15:00 - 17:30
  - 土休日 休み

2014年5月15日までは平日は7:10 - 16:55だったが、翌5月16日より営業時間が平日朝夕の通学ラッシュ時間帯のみに短縮された。但し、毎年3月中旬に隣の高尾野駅付近で開催される「高尾野 中の市」や毎年8月に開催される「高尾野夏祭り」開催時は駅が大変混雑するため、朝8時頃から夜まで臨時に駅係員が配置される。
国鉄時代、1970年に業務委託駅化されるまでは現在の野田郵便局の敷地に国鉄官舎が多数建ち並び、駅員数15名の比較的大きな規模の駅であった。また、かつては貨物取扱も行っており、鹿児島銀行の建っている場所に日本通運の倉庫が2棟建っていた。

### のりば
| のりば | 路線                | 方向 | 行先                 | 備考                              |
| ------ | ------------------- | ---- | -------------------- | --------------------------------- |
| 1・2   | ■肥薩おれんじ鉄道線 | 上り | 出水・水俣・八代方面 | 上下線共、定期列車は2番のりば発着 |
| 1・2   | ■肥薩おれんじ鉄道線 | 下り | 阿久根・川内方面     | 上下線共、定期列車は2番のりば発着 |

## 利用状況
- 2019年度の1日平均乗降人員は337人である[9]。

| 年度 | 1日平均 乗車人員 | 1日平均 乗降人員 |
| ---- | ---------------- | ---------------- |
| 2005 | 281              |                  |
| 2006 | 271              |                  |
| 2007 | 246              | 499              |
| 2008 | 240              | 490              |
| 2009 | 233              | 474              |
| 2010 | 240              | 488              |
| 2011 | 232              | 471              |
| 2012 | 223              | 453              |
| 2013 | 222              | 450              |
| 2014 | 203              | 410              |
| 2015 | 171              | 347              |
| 2016 |                  | 390              |
| 2017 |                  | 361              |
| 2018 |                  | 385              |
| 2019 |                  | 337              |

## 駅周辺
- 出水市役所野田支所（旧・野田町役場）
- 鹿児島県立野田女子高等学校
- 出水市立野田中学校
- 出水市立野田小学校
- 出水市立野田図書館
- 出水市野田保育園
- 出水市野田体育館
- 出水市野田運動場
- 出水市ツル観察センター
- 野田郵便局
- 感応寺
- 国道504号
- 鹿児島県道368号荒崎田代線
- 南国交通野田駅前停留所 - 国道504号沿い

## 隣の駅
肥薩おれんじ鉄道
■肥薩おれんじ鉄道線
高尾野駅（OR18） - 野田郷駅（OR19） - 折口駅（OR20）